# Papa Eutichie
Eutichie (n. secolul al III-lea d.Hr., Luna⁠(d), Ortonovo, Liguria, Italia – d. 7 decembrie 283 d.Hr., Roma, Imperiul Roman) a fost al 27-lea papă al Bisericii Catolice. A pontificat de la 4 ianuarie 275 până la 7 decembrie 283 . 

## Origine
Epitaful său a fost descoperit în catacomba sf. Calixt (cf. Kraus, Roma sotterranea, pag. 154 ș.u.); din acest epitaf se deduce că papa era originar din antica colonie romană de la Luni în Etruria, mai multe însă nu se știu despre el. Chiar și datele pontificatului său sunt, în realitate, nesigure. „Liber Pontificalis” indică un pontificat de 8 ani și 11 luni, din 275 până în 283, în timp ce Eusebiu din Cezareea, spune că ar fi pontificat numai 10 luni. A pontificat sub împăratul Marcus Aurelius Probus.

## Activitate
Nu se cunoaște nimic particular despre pontificatul său. Ritul liturgic al Ofertoriului și al binecuvântării roadelor câmpului, pe care i-o atribuie Liber Pontificalis, este cert dintr-o perioadă mai târzie. Același lucru se poate spune și despre tradiția care-l prezintă ca pe unul care a promulgat noi reguli cu privire la înmormântarea martirilor și care-i atribuie meritul de a fi înmormântat mulți cu propriile sale mâini, nu este acceptată de istorici, dat fiind că după moartea Împăratului Aurelian (275) 

## Decesul natural
Biserica Romei s-a bucurat de perioadă destul de lungă de pace (lipsită de persecuții). Această libertate-toleranță îi face pe istorici să considere ca fiind foarte probabilă moartea naturală a pontifului. Calendarul Roman din sec. al IV-lea îl amintește pe 7 decembrie conform „Depositio episcoporum” (Catalogul episcopilor Romei) și nu în rândul martirilor cum a fost venerat mai târziu. 
A fost înmormântat în Cripta papilor din Catacombele lui Calixt. În 1659 rămășițile sale pământești (relicvele sale) au fost dăruite de Papa Inocențiu al X-lea episcopului din Florența, nobilul sarzanez Filippo Casoni, care a lăsat în testament ca după moartea sa aceste relicve să ajungă la Sarzana, localitate din centrul Lunigeanei, considerată ca regiunea de baștină a acestui papă.
Este sărbătorit la 7 decembrie.